# Избирательная капитуляция
Избирательная капитуляция — в Средние века документ, подписываемый кандидатом на выборный государственный пост, в котором он давал согласие на принятие этого поста в случае победы на выборах, а также брал на себя определённые обязательства по удовлетворению интересов выборщиков или осуществлению иных мероприятий в сфере внутренней или внешней политики. Практика подписания избирательных капитуляций существовала практически во всех западноевропейских выборных монархиях, однако особое значение имели избирательные капитуляции императоров Священной Римской империи, игравшие роль одного из важнейших источников конституционного права этого государства.

## Священная Римская империя
Практика подписания обязательств по сохранению существующих обычаев и защите интересов церкви существовала в Священной Римской империи с конца XIII века. Известен, в частности, договор Адольфа Насауского с Кёльнским архиепископом, обеспечившим избрание Адольфа римским королём в 1292 году. Однако особую роль избирательные капитуляции приобрели в XVI веке, когда они приобрели характер конституционного акта, ограничившего прерогативы императора в пользу имперских сословий, прежде всего курфюрстов.
В своей избирательной капитуляции 1519 года Карл V брал на себя обязательства не заключать договоров с иностранными государствами и не начинать войну без согласия курфюрстов, не вводить на территорию империи иностранные войска, назначать на государственные должности исключительно немцев, не выдавать подданных империи иностранным судам и создать подконтрольное курфюрстам имперское правительство. Хотя не все обещания были императором исполнены, в целом его власть была существенно ограничена, а опасность установления в Германии самодержавия по образцу Испании — устранена.
Преемник Карла V Фердинанд I в избирательной капитуляции 1558 года гарантировал соблюдение Аугсбургского религиозного мира 1555 года и подтвердил права курфюрстов.
В дальнейшем все последующие императоры подписывали при своей коронации избирательные капитуляции, гарантирующие права сословий и предоставляющие новые привилегии различным социальным группам или субъектам империи. Вестфальский мир 1648 года возвёл подписание избирательной капитуляции в ранг обязательного условия при вступлении на престол, причём император должен был давать гарантии не только курфюрстам, но всем имперским сословиям. Объём обязательств императора, фиксируемых в капитуляциях, неуклонно увеличивался.
Последняя избирательная капитуляция Священной Римской империи, подписанная Францем II в 1792 году уже имела объём в 314 страниц и представляла собой всеобъемлющий законодательный акт, регулирующий отношения императора и сословий. О его значении свидетельствует тот факт, что своё отречение в 1806 году Франц II объяснил в соответствующем манифесте невозможностью выполнить обязательства по избирательной капитуляции.

## Папское государство
Практика подписания избирательных капитуляций при избрании папы римского сложилась в XIV—XV веках. Уже в 1352 году был составлен договор между кардиналами и будущим папой Иннокентием VI об определённых политических гарантиях в случае избрания последнего. Однако вскоре после того, как Иннокентий VI был провозглашён папой, он объявил договор недействительным.
Констанцский собор 1414—1417 годов признал избирательные капитуляции юридически обязывающим документом, нарушение которого могло повлечь отрешение папы римского от престола. В 1431 году Евгений IV подтвердил свои обязательства по избирательной капитуляции специальной буллой.
Избирательная капитуляция Павла II 1464 году содержала обещания продолжить войну с турками, не покидать Рим без согласия не менее половины кардиналов и не производить назначения новых кардиналов и важнейших архиепископов без санкции коллегии кардиналов.
Однако усиление папской супрематии в XVI веке привело к падению значения избирательных капитуляций. Уже Лев V открыто нарушал обязательства, принятые им перед выборами. Хотя периодически капитуляции продолжали составляться, на практике они не исполнялись и не ограничивали власть папы римского. Апостольская конституция «Universi Dominici Gregis» 1996 года запретила составление избирательных капитуляций, а любые обязательства, принимаемые на себя кандидатом на папский престол, стали считаться недействительными и непорождающими правовых последствий.
В Средние века избирательные капитуляции подписывались также между кандидатами на пост епископа и архиепископа и соответствующим соборным капитулом. В церковных княжествах такие капитуляции в дальнейшем играли роль одного из базовых нормативных актов, регулирующих отношения князя-епископа с населением его владений. В 1695 году избирательные капитуляции епископов были запрещены папой римским, а в 1698 году — императором Священной Римской империи. Исключение было сделано лишь для выборов архиепископа Майнцского, который являлся одновременно эрцканцлером империи и играл важную роль в государственно-правовой системе империи.

## Другие государства
Избирательные капитуляции как средство ограничения власти монарха использовались в Средние века во многих европейских государствах: в Швеции, Дании, Венецианской республике. Аналогом избирательных капитуляций в Англии служили «хартии вольностей», утверждаемые английскими королями, начиная с Генриха I, при своей коронации. С установлением прочного наследственного принципа перехода престола обычай подписания капитуляций выходил из употребления. Особое значение имели избирательные капитуляции королей Польши: со времён Генриха Валуа польские монархи были обязаны при своём избрании подтверждать права и привилегии сословий и подписывать «Генриковы артикулы» и «Пакт согласия», накладывающие серьёзные ограничения на власть короля.